# Ed O’Neill

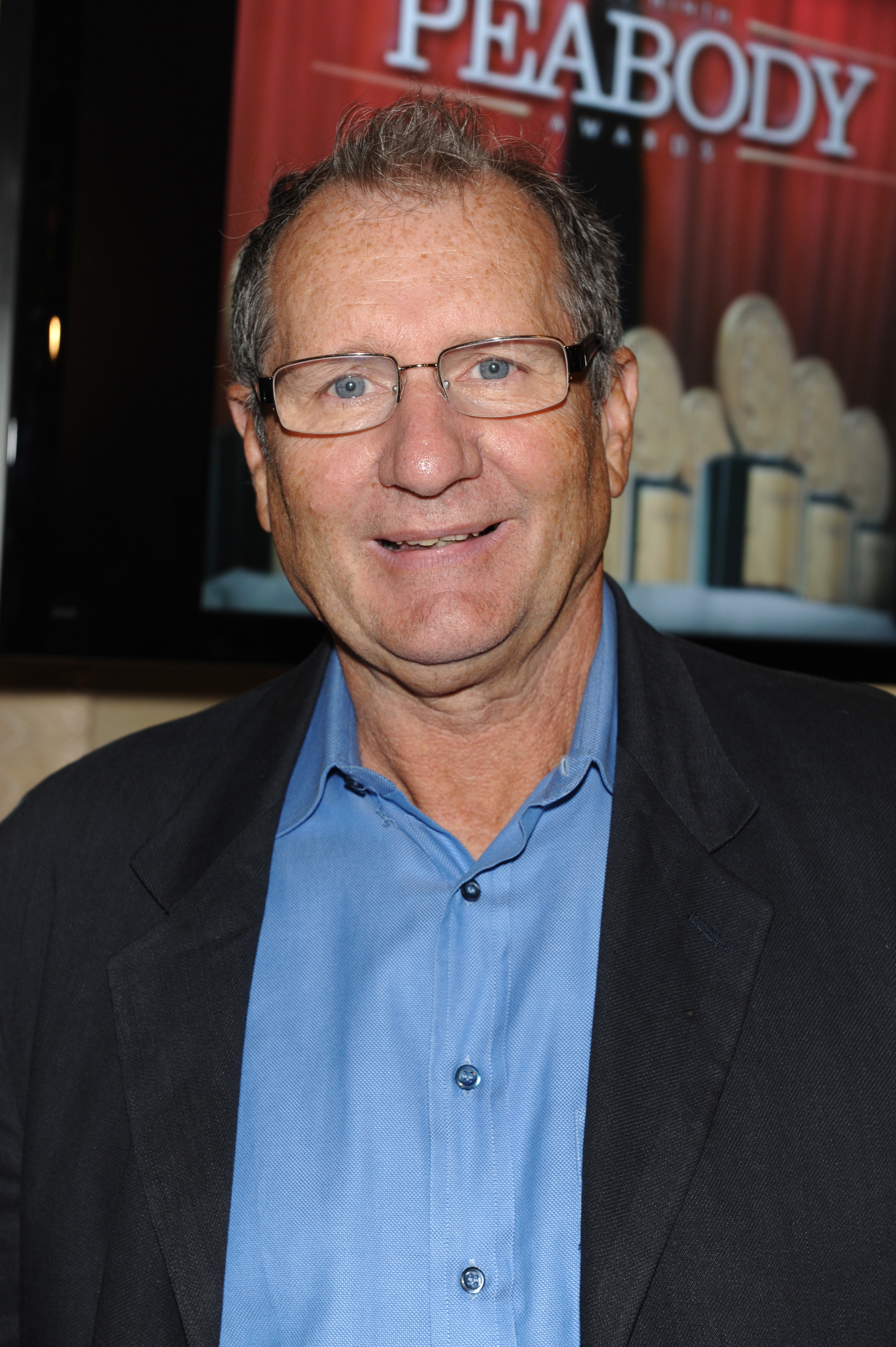
Ed O’Neill (2010)

Edward Leonard „Ed“ O’Neill (* 12. April 1946 in Youngstown, Ohio) ist ein US-amerikanischer Schauspieler. Bekannt wurde er als Al Bundy in der Sitcom Eine schrecklich nette Familie, von der zwischen 1987 und 1997 insgesamt 259 Folgen entstanden. Von 2009 bis 2020 spielte er 250 Folgen lang die Hauptrolle des Jay Pritchett in der Sitcom Modern Family.

## Leben
Ed O’Neill besuchte die Ursuline High School in seiner Geburtsstadt Youngstown und machte dort seinen Abschluss. Während der Schulzeit arbeitete er unter anderem auf dem Bau, später im Studium in einem Stahlwerk. O’Neill spielte in der Schule und während des Studiums American Football an der Ohio University und der Youngstown State University. In der Vorbereitung auf die NFL-Saison 1969 trainierte er bei dem Football-Club Pittsburgh Steelers, doch wurde er nicht in das Team aufgenommen.
Die Schauspielerei war für O’Neill zunächst nur ein Hobby. Er belegte Kurse zum Thema Schauspiel an der Youngstown State University und wirkte auch in verschiedenen Stücken am Youngstown Theater mit und spielte unter anderem in Stücken von Tennessee Williams und John Steinbeck. Nachdem er sieben Jahre als Lehrer gearbeitet hatte, wollte er die Schauspielerei zu seinem Beruf machen. Aus diesem Grunde zog er nach New York, wo er in der Broadway-Produktion Knockout eine Chance bekam, nachdem der Hauptdarsteller erkrankt war. Danach bekam er weitere Angebote, später auch für Filme und Fernsehproduktionen. Seine erste kleinere Rolle hatte er 1980 in William Friedkins Thriller Cruising.
Dem breiten Publikum bekannt wurde er, als er von 1987 an elf Jahre lang den Damenschuhverkäufer Al Bundy in Eine schrecklich nette Familie spielte. Daneben wirkte er in Kinofilmen mit, etwa in Mein Partner mit der kalten Schnauze (1989), Wayne’s World (1992) und Der Knochenjäger (1999). Im Jahr 2000 war er als Ermittler in der achtteiligen Fernsehserie Big Apple zu sehen. In 22 Folgen der Krimiserie Polizeibericht Los Angeles (Dragnet, 2003 bis 2004) spielte er die Rolle des Lieutenant Joe Friday. Die Serie wurde auch in Deutschland ausgestrahlt. In The West Wing – Im Zentrum der Macht spielte er 2004 in vier Episoden die Rolle des Eric Baker, demokratischer Gouverneur von Pennsylvania und wahrscheinlich künftiger Vizepräsident. 2005 trat er in der Episode Wilde Zeiten der Sitcom Meine wilden Töchter neben seiner ehemaligen Serienkollegin Katey Sagal auf. Von 2009 bis 2020 spielte er die Hauptrolle des Jay Pritchett in der Comedy-Serie Modern Family. 2016 sprach er im Pixar-Animationsfilm Findet Dorie die Rolle des missmutigen Kraken Hank.
O’Neill praktiziert die Kampfsportart Brazilian Jiu-Jitsu, die er von den Entwicklern dieser Disziplin, der „Gracie Family“, erlernt hat. Nach 14 Jahren Training erhielt er den schwarzen Gürtel.
Im August 2011 wurde er mit einem Stern auf dem Hollywood Walk of Fame geehrt.

## Familie

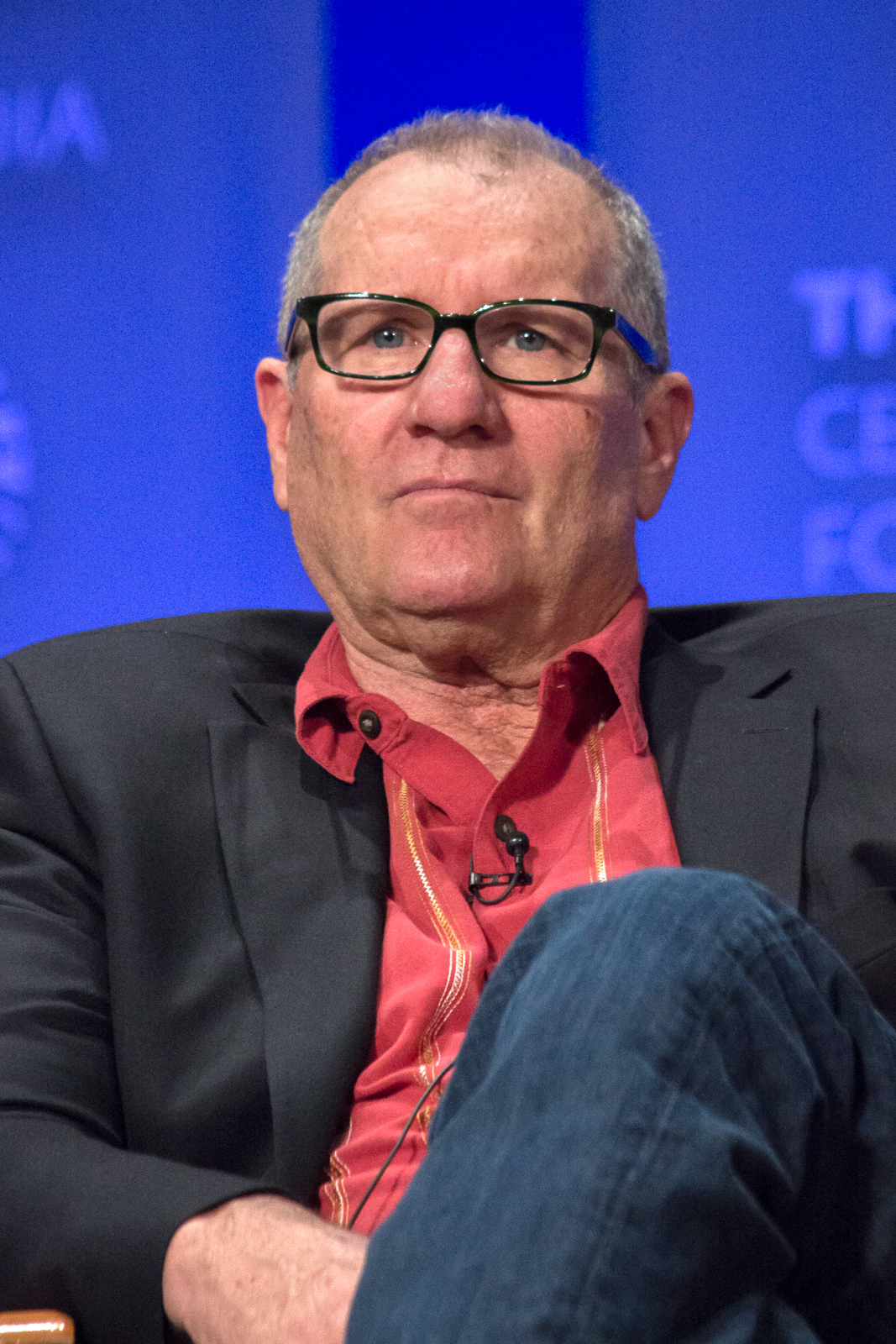
Ed O’Neill (2015)

Ed O’Neill ist seit 1986 mit der Schauspielerin Catherine Rusoff verheiratet, die auch in zwei Folgen von Eine schrecklich nette Familie zu sehen war. Die beiden haben zwei gemeinsame Töchter und lebten in Venice, Kalifornien; zwischen 1989 und 1993 waren sie vorübergehend getrennt. O’Neill lebt in Los Angeles.

## Filmografie (Auswahl)
- 1980: Cruising
- 1980: The Day the Women Got Even (Fernsehfilm)
- 1981: Die Hunde des Krieges (The Dogs of War)
- 1982: Die Pranke der Tigerin (Farrell for the People, Fernsehfilm)
- 1983: When Your Lover Leaves (Fernsehfilm)
- 1984: Miami Vice (Fernsehserie, Episode 1x02)
- 1985: Hunter (Fernsehserie, Folge 1x10: Der Fanatiker)
- 1985: Ein Fall für Braker (Braker, Fernsehfilm)
- 1985: Der Equalizer (The Equalizer, Fernsehserie, eine Episode)
- 1986: A Winner Never Quits (Fernsehfilm)
- 1986: Manhattan Connection (Popeye Doyle)
- 1986: Spenser (Spenser: For Hire, Fernsehserie, eine Episode)
- 1987: Das Recht zu sterben (Right to Die, Fernsehfilm)
- 1987: Der Nachtfalke (Midnight Caller, Fernsehserie, eine Episode)
- 1987–1997: Eine schrecklich nette Familie (Married... with Children, Fernsehserie, 259 Episoden)
- 1988: Ein Bulle aus Granit (Police Story: Gladiator School, Fernsehfilm)
- 1989: Mein Partner mit der kalten Schnauze (K-9)
- 1989: Im Tresor ist die Hölle los (Disorganized Crime)
- 1990: A Very Retail Christmas (Fernsehfilm)
- 1990: Saturday Night Live (Moderator, eine Episode)
- 1990: Ford Fairlane – Rock ’n’ Roll Detective (The Adventures of Ford Fairlane)
- 1990: Eine fast anständige Frau (Sibling Rivalry)
- 1991: Verducci & Sohn (Top of the Heap, Fernsehserie, eine Episode)
- 1991: Jenny – Ich kämpfe um meine Tochter (The Whereabouts of Jenny, Fernsehfilm)
- 1991: Der Giftzwerg (Dutch)
- 1992: Wayne’s World
- 1993: Wayne’s World 2
- 1993: Nick’s Game (Fernsehfilm)
- 1994: Blue Chips
- 1994: Kleine Giganten (Little Giants)
- 1995: Das Zeitexperiment (W.E.I.R.D. World, Fernsehfilm)
- 1997: Die unsichtbare Falle (The Spanish Prisoner)
- 1997: Steve Prefontaine: Der Langstreckenläufer (Prefontaine)
- 1999: Der Knochenjäger (The Bone Collector)
- 2000: Das zehnte Königreich (The 10th Kingdom)
- 2000: Lucky Numbers
- 2001: Nobody’s Baby
- 2001: Big Apple (Fernsehserie, 8 Episoden)
- 2003–2004: Polizeibericht Los Angeles (L. A. Dragnet, Fernsehserie, 22 Episoden)
- 2004: In the Game (Fernsehfilm)
- 2004: Spartan
- 2004–2005: The West Wing – Im Zentrum der Macht (The West Wing, Fernsehserie, 4 Episoden)
- 2005: Meine wilden Töchter (8 Simple Rules, Fernsehserie, eine Episode)
- 2005: Steel Valley (Kurzfilm)
- 2006: Twenty Good Years (Fernsehserie, eine Episode)
- 2006: The Unit – Eine Frage der Ehre (The Unit, Fernsehserie, eine Episode)
- 2007: John from Cincinnati (Fernsehserie, 10 Episoden)
- 2008: Redbelt
- 2009–2020: Modern Family (Fernsehserie, 250 Episoden)
- 2012: Ralph reichts (Wreck-It Ralph, Stimme)
- 2015: Entourage
- 2016: Findet Dorie (Finding Dory, Stimme)
- 2017: Sun Dogs
- 2018: Ralph reichts 2: Chaos im Netz (Ralph Breaks the Internet, Stimme)
- 2019: Weird City (Fernsehserie, 1 Episode)
- 2020: The Last Shift

## Auszeichnungen und Nominierungen
Hollywood Walk of Fame
- 2011: Stern auf dem Walk of Fame, vor einem Schuhgeschäft.

| Jahr | Preis                      | Kategorie                                                             | Titel                          | Resultat  |
| ---- | -------------------------- | --------------------------------------------------------------------- | ------------------------------ | --------- |
| 1992 | Golden Globe Award         | Bester Schauspieler in einer Fernsehserie (Kategorie: Musical/Comedy) | Eine schrecklich nette Familie | Nominiert |
| 1993 | Golden Globe Award         | Bester Schauspieler in einer Fernsehserie (Kategorie: Musical/Comedy) | Eine schrecklich nette Familie | Nominiert |
| 2009 | TV Land Award              | Innovator Award                                                       | Eine schrecklich nette Familie | Gewonnen  |
| 2010 | Screen Actors Guild Awards | Bestes Ensemble einer Fernsehserie                                    | Modern Family                  | Nominiert |
| 2011 | Screen Actors Guild Awards | Bester Schauspieler in einer Fernsehserie (Kategorie: Comedy)         | Modern Family                  | Nominiert |
| 2011 | Screen Actors Guild Awards | Bestes Ensemble einer Fernsehserie (Komödie)                          | Modern Family                  | Gewonnen  |
| 2011 | Monte Carlo TV Festival    | Golden Nymph Bester Schauspieler in einer Fernsehserie                | Modern Family                  | Gewonnen  |
| 2011 | Emmy Awards                | Bester Nebendarsteller                                                | Modern Family                  | Nominiert |
| 2012 | Screen Actors Guild Awards | Bestes Ensemble einer Fernsehserie (Komödie)                          | Modern Family                  | Gewonnen  |
| 2012 | Emmy Awards                | Bester Nebendarsteller                                                | Modern Family                  | Nominiert |
| 2013 | Screen Actors Guild Awards | Bestes Ensemble einer Fernsehserie (Komödie)                          | Modern Family                  | Gewonnen  |
| 2013 | Emmy Awards                | Bester Nebendarsteller                                                | Modern Family                  | Nominiert |
| 2014 | Screen Actors Guild Awards | Bestes Ensemble einer Fernsehserie (Komödie)                          | Modern Family                  | Nominiert |

## Synchronsprecher
Ed O’Neill wurde von Hans-Jürgen Dittberner, Helmut Gauß, Peter Musäus, Ulf-Jürgen Wagner, Patrick Winczewski, Jürgen Heinrich, Pierre Franckh, Bernd Rumpf, Rüdiger Bahr, Peter Fricke, Stefan Friedrich und Kaspar Eichel in seinen Film- und Kinoauftritten in Deutschland synchronisiert.
Rüdiger Bahr synchronisierte O’Neill in der Paraderolle des Schuhverkäufers Al Bundy sowie in Meine wilden Töchter, Polizeibericht Los Angeles und Modern Family.